# Майпо (провинция)
Провинция Майпо  (исп. Provincia de Maipo) — провинция в Чили в составе Столичной области.
Включает в себя 4 коммуны.
Территория — 1120,5 км². Численность населения — 496 078 жителей (2017). Плотность населения — 442,73 чел./км².
Административный центр — Сан-Бернардо.

## География
Провинция расположена на юге Столичной области.
Провинция граничит:
- на севере — с провинцией Сантьяго
- на востоке — с провинцией Кордильера
- на юге — с провинцией Качапоаль
- на западе — с провинциями Сантьяго и Мелипилья

## Административное деление
Провинция включает в себя 4 коммуны:
- Сан-Бернардо. Административный центр — Сан-Бернардо.
- Буин. Административный центр — Буин.
- Пайне. Административный центр — Пайне.
- Калера-де-Танго. Административный центр — Калера-де-Танго.

## Демография
Согласно сведениям, собранным в ходе переписи 2017 г.  Национальным институтом статистики (INE),  население провинции составляет:
| Полное население                            | Полное население                            | Полное население                            | Полное население                            | Полное население                            | 496 078 |
| ------------------------------------------- | ------------------------------------------- | ------------------------------------------- | ------------------------------------------- | ------------------------------------------- | ------- |
| в том числе:                                | Городское население                         | 437 457                                     | Процент городского населения, %             | 88,18                                       |         |
|                                             | Сельское население                          | 58 621                                      | Процент сельского населения, %              | 11,82                                       |         |
|                                             | Мужское население                           | 244 614                                     | Процент мужского населения, %               | 49,31                                       |         |
|                                             | Женское население                           | 251 464                                     | Процент женского населения, %               | 50,69                                       |         |
| Плотность населения, чел/км²                | Плотность населения, чел/км²                | Плотность населения, чел/км²                | Плотность населения, чел/км²                | Плотность населения, чел/км²                | 442,73  |
| Население провинции в % к населению области | Население провинции в % к населению области | Население провинции в % к населению области | Население провинции в % к населению области | Население провинции в % к населению области | 6,97    |

| Динамика изменения населения провинции | Динамика изменения населения провинции | Динамика изменения населения провинции | Динамика изменения населения провинции |
| -------------------------------------- | -------------------------------------- | -------------------------------------- | -------------------------------------- |
| 1992                                   | 2002                                   | 2012                                   | 2017                                   |
| 293 021                                | 378 444▲                               | 445 746▲                               | 496 078▲                               |